# Zawodzie, Katowice
Zawodzie (tiếng Đức: Zawodzie) là một quận của Katowice, có diện tích 4 km 2 và năm 2007 có 13.406 người.